# Борис Велчев (политик)
 Тази статия е за политика от БКП.  За прокурора вижте Борис Велчев (юрист).  
Борис Лазаров Велчев е български държавник и политик от Българската комунистическа партия.
В качеството му на член на Политбюро, който отговаря и за Секретариата на ЦК на БКП, е считан за най-старшия партиен функционер след лидера Тодор Живков в йерархията на БКП в периода от 1966 до 1977 година. Герой на социалистическия труд, носител на 3 златни ордена „Георги Димитров“ и на много български и международни награди и отличия.

## Биография и дейност

### Произход и млади години
Борис Велчев е роден на 23 юли 1914 година в Етрополе. Произхожда от древен род от Арбанаси. Генеологично изследване го свързва с Никола Лупу, ктитор на Зографския манастир в Атон, синът му Василий Лупу е княз на Молдова.
Баща му Лазар е имал мелница, майка му Мария е от заможната етрополска фамилия Делванови. Семейството има четири дъщери и двама сина. Баща му е привърженик на Демократическата партия на Александър Малинов, а чичо му Петър е член на Българската работническа партия. Борис Велчев завършва с отличие техническото училище „Христо Ботев“ в София. Играе футбол в младежкия отбор на „Левски“ като ляв бек. Свири на китара и мандолина. Учи френски и руски език. Владее есперанто. След военната си служба в 6-и пехотен полк, постъпва на работа в отдел „Кадастър и регулация“ на Столичната община по времето на кмета Иван Иванов и следва задочно „Консулство и дипломация“ в Свободния университет.

### Дейност до 1944 г.
От 1935 година е член на БРП (т.с.) През 1941 година е избран за секретар на Първи партиен район (Централен) и за заместник-секретар на нелегалната столична организация на партията. На сказка, на която е лектор, се запознава с бъдещата си съпруга Русана, член на БРП (т.с.) от 1936 година. По онова време се раждат 2 от децата им – Искра и Владимир.
През 1941 година, след влизане в сила на Закона за защита на нацията и присъединяването на Царство България към Тристранния пакт, Борис Велчев преминава в нелегалност. На 21 ноември 1941 г., след предателство, е арестуван от полицията. През февруари 1942 г. е осъден на смърт чрез обесване като активист на нелегалната Българска комунистическа партия, която от лятото на 1941 година организира поредица от въоръжени нападения срещу различни обекти в страната. Затворен е в килия на смъртник в Централния софийски затвор. След потвърждаването на присъдата от Касационния съд му е предложено да подпише молба за помилване до Цар Борис III. Той отказва. Написва върху молбата: „За своята дейност в Българската работническа партия, не съжалявам!“. Процесът, по който е осъден Борис Велчев, заедно с още 11 антифашисти, е известен като Пощенският, първият политически процес, след като управниците на България я правят съюзник на Хитлер.
Докато Борис Велчев е в затвора, съпругата му Русана продължава антифашистката си дейност. Укрива нелегални дейци на Съпротивата със задочни смъртни присъди (като Антон Югов, Цола Драгойчева, Ангел Цанев и др.), разпространява печатни материали и позиви, събира помощи за семействата на концлагеристи и политзатворници.
След смъртта на цар Борис III, през 1943 година, при възкачването на трона на цар Симеон II, всички присъди са намалени с 1 степен. Дотогава изпълнението на присъдата на Борис Велчев е отлагано от началника на Военносъдебната служба в Министерството на войната генерал Никифор Никифоров, който всъщност е бил съветски разузнавач с псевдоним „Журин“. Борис Велчев е преместен с доживотна присъда в построения за политически затворници Пазарджишки затвор. Излиза от затвора на 8 септември 1944 година.

### Дейност след 1944 г.
След 9 септември заема редица отговорни постове:
- Член е на Областния комитет и секретар на Градския комитет на БКП в София.
- Първи секретар на Софийския окръжен комитет.
- Завеждащ отдел Организационен на ЦК.
- От 1958 година е член на ЦК на БКП.
- През 1959 година става секретар на ЦК на партията.
- През 1961 година оглавяваната от Борис Велчев комисия изиграва решаваща роля за закриване на лагерите в Ловеч, Скравена и Белене.
- От 1962 до 1965 година е член на Министерския съвет и председател на Комитета за партиен и държавен контрол.
- От 1962 до 1977 година е член на Политбюро и завеждащ Секретариата на ЦК.
- Член е на Държавния съвет от 1971 до 1981 година.
- На 12 април 1977 г. е освободен като член на Политбюро, секретар на ЦК и член на ЦК.
- От 1979 до 1981 е председател на Комисията по опрощаване на вземания при Държавния съвет.
- Народен представител в състава на IV, V, VI и VII народно събрание.
- През 1985 до 1991 година оглавява обществения Комитет за балканско разбирателство и сътрудничество.
- През 1988 година е избран отново за народен представител в IX народно събрание и член на ЦКРК.
- През 1990 година напуска Народното събрание.

#### Втори в партията
След внезапното отстраняване на дотогавашния неформален втори човек в партийната йерархия Митко Григоров през 1966 година неговото място е заето от Борис Велчев През 1971 година, когато се учредява Държавният съвет на НРБ и Живков става негов председател, кандидатурата на Борис Велчев е издигната за министър-председател на България на мястото на Живков. Той си прави отвод с мотива, че за този пост е необходим човек с по-голяма икономическа подготовка. В крайна сметка министър-председател става Станко Тодоров. От 1971 до 1977 година Борис Велчев е вторият човек в партийната йерархия на БКП.

#### В немилост
Както към останалите му първи заместници генералният секретар Живков се отнася с подозрение и към Борис Велчев. През 1977 година го отстранява на специален пленум на ЦК на БКП с обвинения, които по същество имат политически характер.
Въпреки че Живков високо цени организационните качества на Борис Велчев, го счита за „труден партньор“. Няколко пъти между тях има конфликти.
Първият е още по времето когато работят заедно в Градския комитет на БКП в София. Живков предлага на Вълко Червенков, Борис Велчев да бъде изпратен на специализация в Москва. Червенков отказва с мотива, че той е ценен в България. Вторият е през 1968 година по повод приемането на Тезисите за младежта. Борис Велчев ги изготвя, Политбюро ги одобрява. Пред пълната зала Живков го бламира и прочита свои тезиси. Третият случай е през 1973 година по повод Търновското национално съвещание и докладът на Борис Велчев за издигането на авангардната роля на първичните партийни организации, посрещнат с акламации и дълго коментиран. Следва катастрофата през есента на същата година. Колата с Борис Велчев и Енрико Берлингуер, председател на Италианската комунистическа партия, е жестоко ударена от военен камион на път за летище София. Те са ранени, преводачът им загива. Официалната българска версия е „катастрофа поради занижен контрол при охраняване на правителствени кортежи“, но италианският лидер е убеден, че е подготвен атентат от съветските и българските секретни служби. Италианската преса излиза със заглавия „Живков нарежда убийството на Берлингуер и Борис Велчев“. Енрико Берлингуер е неудобен за ортодоксалната комунистическа политика. Неговата стратегия се основава на определени принципи – автономия на всяка отделна комунистическа партия, политически плурализъм и социализъм в пълна свобода.
През 1976 година Борис Велчев провежда серия от работни срещи с ръководствата на МВР, Телевизията и Софийският градски комитет на партията. Живков счита това за подготовка към бъдещи действия за отстраняването му, нарежда следенето и подслушването на дома му. Друг конфликт между тях е свързан с несъгласието на Борис Велчев, дъщерята на Живков, Людмила, да бъде член на Политбюро. Счита, че тя няма необходимите качества и не е добре за авторитета на партията.
В публикувани през 2013 година секретни разузнавателни документи от онова време се коментира среща през януари 1977 година на Йосип Брос Тито (президент на Югославия и един от лидерите на Движение на необвързаните държави в което членуват 113 страни) и Леонид Брежнев (генерален секретар на ЦК на КПСС). Тито изразява негативното си отношение към Живков и поставя на обсъждане кандидатурата на Борис Велчев за неговото място, въпреки различията на югославското ръководство с Борис Велчев по Македонския въпрос (на срещи с членовете на Политбюро на Югославската комунистическа партия Кръсте Цървенковски и Велко Влахович през 1967 и 1970 година Борис Велчев заявява че: „Навсякъде в югославска Македония живеят българи и трябва да се признае този исторически факт. Не е съществувала и не съществува македонска народност, друг е въпросът, че македонска нация се формира, и то на антибългарска основа. Дълбока пропаст ни дели по Македонския въпрос“). Български разузнавач веднага тръгва за София и докладва на министъра на вътрешните работи Димитър Стоянов, който съобщава това на Живков. Започва трескаво търсене на нетрадиционен начин Борис Велчев бързо да бъде отстранен. Това се случва десет дни след премиерата на филма на сина му, Иля Велчев „Завръщане от Рим“. На две последователни заседания на Политбюро Борис Велчев е обвинен в антипартийно поведение. Филмът е заклеймен като „опит за налагане на друга културна политика, различна от политиката на партията, пропагандиране на западен начин на живот, рушене на морала на социалистическия човек“. Искат от Борис Велчев да признае, че от висотата на своето положение е съдействал за създаването на този вреден антипартиен филм. Живков му предлага сделка, ако се признае за виновен и приеме фалшивите обвинения, да отиде председател на Народното събрание. Борис Велчев отказва и на 12 май 1977 година на пленум на ЦК е освободен от всичките му партийни постове. На негово място е издигнат Александър Лилов, а Людмила Живкова става член на Политбюро. От 1985 до 1990 година Борис Велчев работи на обществени начала като председател на Комитета за балканско разбирателство и сътрудничество. В края на 1980-те години, в условията на настъпващата перестройка, става член на Централната контролно-ревизионна комисия на БКП.
Избран е и за народен представител в Мъглиж. През 1990 година отстъпва мястото си в Народното събрание на Старозагорски митрополит Панкратий, считайки, че при настъпилите политически промени в България няма да е достатъчно полезен за хората, които са го избрали. Умира от сърдечен удар в София на 26 май 1995 година.

## Семейство
- Русана Илиева Велчева – съпруга на Борис Велчев. Дългогодишен деятел на Общонародния комитет за Българо-съветска дружба.
- Искра Борисова Велчева – дъщеря. Доцент д-р по изкуствознание, БАН, Художествена академия.
  - Борис Генадиев Панкин – син на Искра Велчева и Генадий Панкин (експерт по космическо право). Театрален режисьор.
- Владимир Борисов Велчев – син. Дипломат. Посланик в Лондон, Отава и Москва.
  - Нина Иванова Велчева – съпруга на Владимир Велчев. Юрист.
  - Борис Владимиров Велчев – син на Владимир Велчев и Нина Велчева. Професор, Председател на Конституционния съд.
- Иля Борисов Велчев – син. Поет, писател, кинорежисьор. Автор на 28 книги с поезия и проза и на 9 игрални филма.
  - Милена Димитрова Велчева – съпруга на Иля Велчев. Художник.
  - Русана Иля Велчева – дъщеря на Иля Велчев и Милена Велчева. Магистър по Стратегии за културно развитие. Рекламен експерт.